# Bouclier thermique

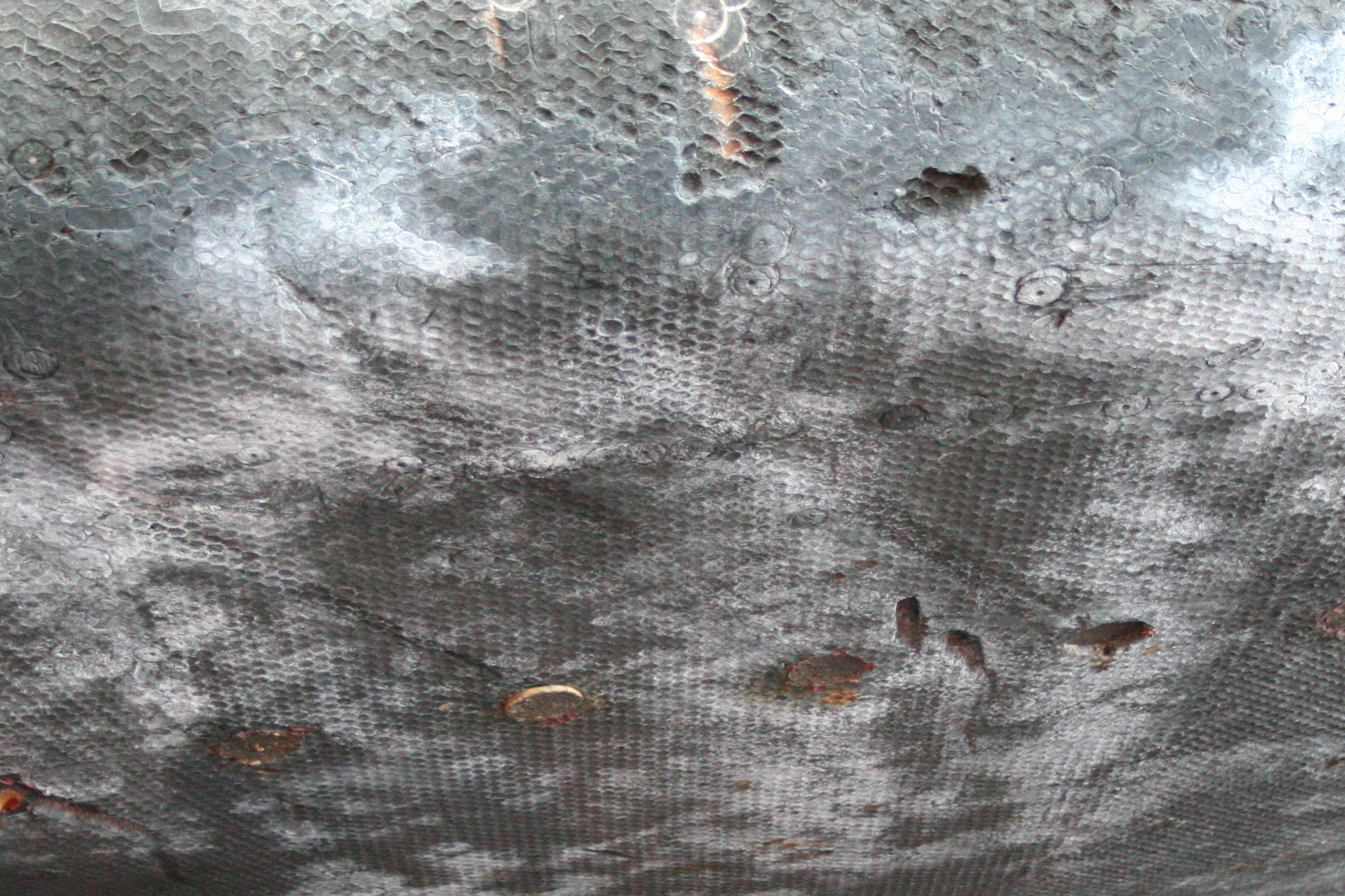
Le bouclier thermique du module de commande d'Apollo 12, de type ablatif, a été fortement érodé par la rentrée atmosphérique sur Terre.

Un bouclier thermique, dans le domaine de l'astronautique, est destiné à protéger un véhicule spatial lors de son entrée dans l'atmosphère d'une planète. La mécanique spatiale entraîne en effet une vitesse d'arrivée très élevée qui est, par exemple, comprise entre 7 et 12 kilomètres par seconde pour les engins pénétrant dans l'atmosphère terrestre et provenant d'une orbite terrestre ou lunaire. Dès que l'atmosphère devient plus dense, l'énorme énergie cinétique du véhicule est dissipée en énergie thermique, portant la température de sa surface à plusieurs milliers de degrés. Le bouclier thermique est chargé d'empêcher la chaleur d'atteindre la structure du véhicule pour éviter sa destruction.
Deux types de dispositifs sont utilisés selon le type de mission : les systèmes réutilisables, conçus pour réémettre une grande partie de l'énergie reçue sous formes convective et radiative, et les systèmes ablatifs, dans lesquels une partie de la matière disparaît sous l'effet de divers phénomènes physico-chimiques en procurant une protection qui se superpose au phénomène radiatif. Ce dernier procédé est le plus fréquent.

## Phénomènes liés à la rentrée
Lors de la rentrée atmosphérique l'objet, habité ou non, est soumis à un environnement sévère en matière d'accélération et de flux de chaleur, mais aussi au plan chimique. En effet, aux hautes températures présentes au voisinage de la surface du véhicule spatial, les espèces chimiques présentes ont un fort pouvoir oxydant, qu'il s'agisse de l'oxygène de l'atmosphère terrestre ou du gaz carbonique présent sur Mars ou Vénus. La forme stable de ce dernier gaz à haute température étant le monoxyde (CO), il libère de l'oxygène disponible pour se lier au matériau dont est constituée la surface.
Quel que soit le dispositif, l'aspect isolation thermique dans l'épaisseur du bouclier est important. On trouve deux grandes classes de solutions. Dans la première, cette fonction est réalisée par un isolant placé sous le matériau de surface. Dans la seconde, c'est le matériau de surface qui possède les qualités requises, en tous cas des qualités suffisantes pour éviter tous les problèmes technologiques liés à l'interface de deux matériaux superposés.

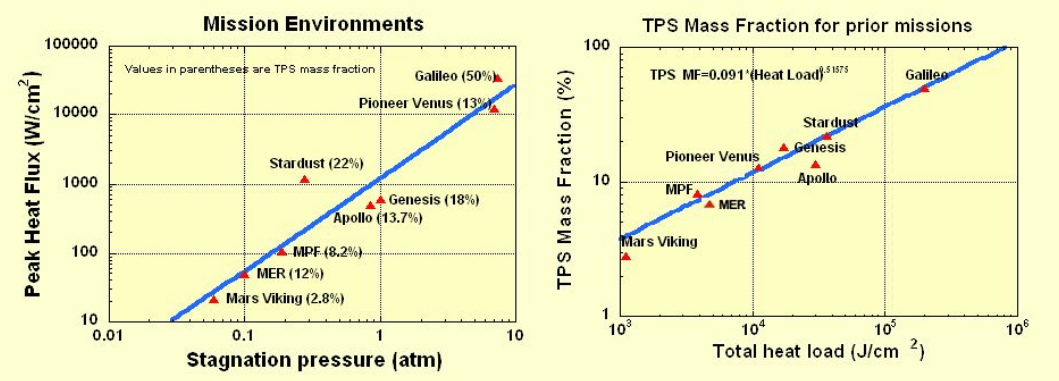
Profils de rentrée atmosphérique pour différentes missions de la NASA. À droite, pourcentage de la masse représenté par le bouclier thermique.

## Systèmes réutilisables

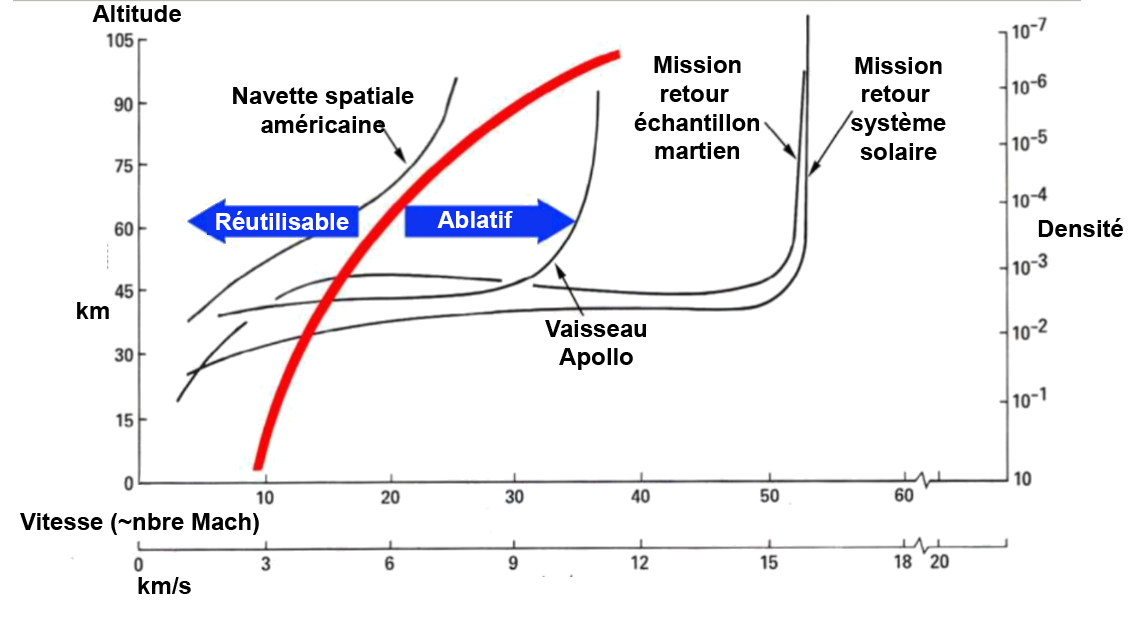
Domaine d'utilisation des systèmes réutilisables par rapport aux systèmes réalisés avec des matériaux ablatifs.

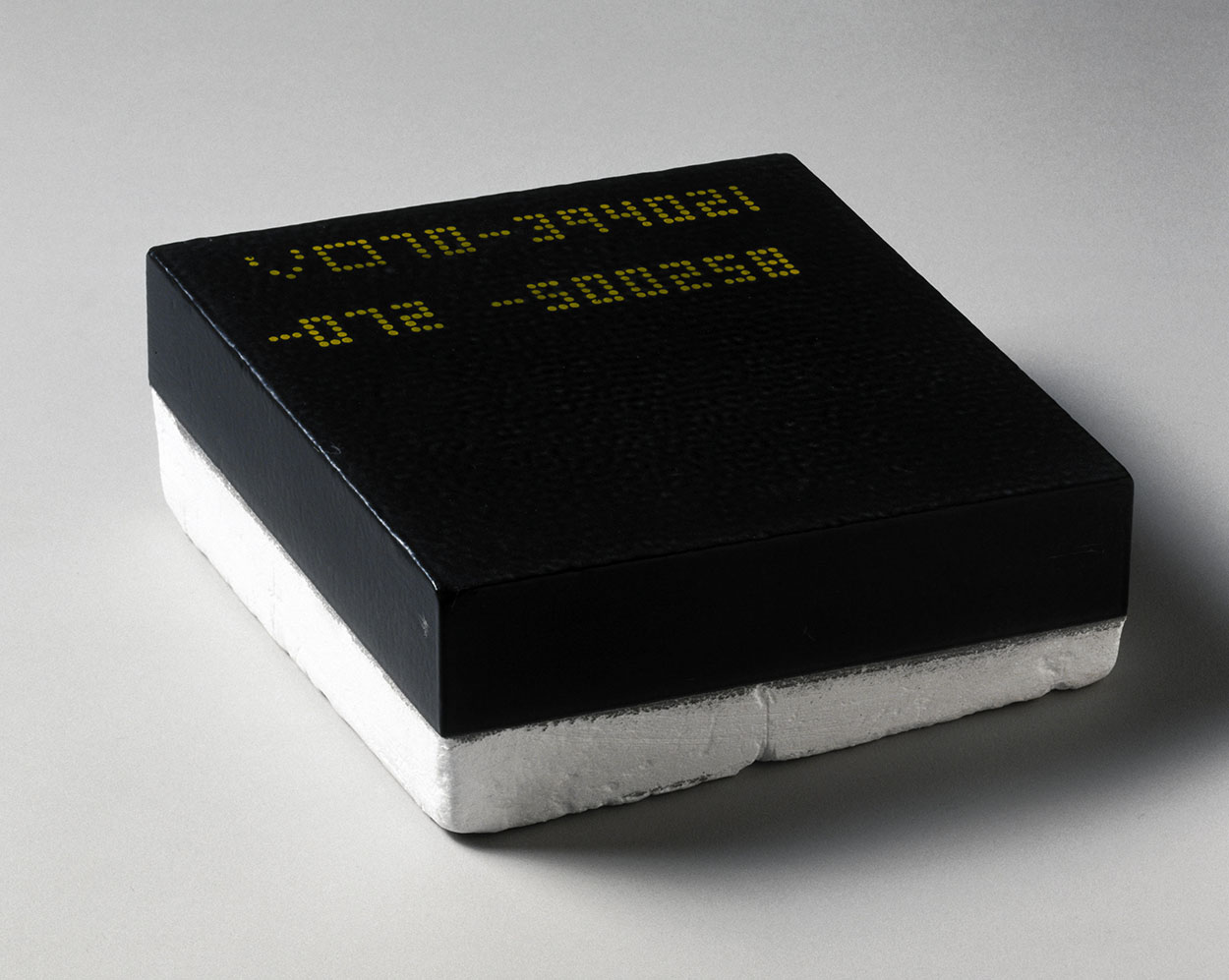
Tuile HRSI. Le marquage sert à l'identification (détrompage).

Les objets rentrants de grande taille, tel l'orbiteur de la navette spatiale, sont soumis à des conditions d'environnement relativement modestes, au moins si on les compare à celui des sondes spatiales. En effet, la nécessité d'obtenir des accélérations faibles pour le vol humain s'accompagne de l'obtention de flux de chaleur modérés. D'où la conception d'objets manœuvrants capables de grandes incidences à haute altitude et donc d'un freinage important dans les tranches peu denses de l'atmosphère. La protection thermique est réutilisable. Pour obtenir ce résultat, le fonctionnement thermique repose donc sur la réémission d'une grande partie de l'énergie incidente, obtenue par une surface de forte émissivité et sur un matériau de faible conductivité thermique. 
On peut distinguer trois types de régions :
- la pointe avant et les bords d'attaque des ailes, qui connaissent les conditions d'environnement les plus sévères. On utilise un matériau carbone-carbone de masse volumique 1 980 kg/m3 formé de mèches obtenues par filature textile de fibres de carbone imprégnées d'un carbone obtenu par pyrolyse de polymères in situ. Il est protégé de l'oxygène par un dépôt de carbure de silicium réalisé là aussi in situ. Ces pièces ont une fonction structurale. La température maximale atteint 1 900 K ;
- la partie inférieure, au vent lors de l'entrée, est constituée de tuiles. Un exemple est constitué par les High-temperature Reusable Surface Insulation (HRSI) comportant une structure formée de fibres de silice très poreuse (porosité de 94 %) surmontée d'une couche de borosilicate comportant un additif destiné à augmenter l'émissivité de la surface, d'où son aspect noirâtre. La masse volumique est de 140 kg/m3. La température de surface atteint environ 1 500 K ;
- les parties moins exposées sont protégées par des tuiles Low-temperature Reusable Surface Insulation (LRSI) analogues aux précédentes, mais avec un dépôt d'oxyde d'aluminium qui lui donne une couleur blanche. Elles sont qualifiées pour un usage jusqu'à 900 K. Elles participent à la régulation thermique en orbite, c'est pour cette raison que l'on a choisi une surface possédant une forte réflectivité donc une faible émissivité.

D'autres isolants de moindres performances sont utilisés localement. Au total, le poids de la protection thermique, soit 8 574 kg[source insuffisante], représente environ 10 % de la masse totale de l'orbiteur.
Compte tenu de la complexité de la surface externe d'une navette, la protection thermique est découpée en un grand nombre de tuiles (20 548 tuiles sur la navette américaine, 38 600 sur Bourane). Cela conduit non seulement à une gestion technique complexe, mais aussi à un problème technique important qu'est la jonction entre tuiles. Il faut en effet concilier le problème de dilatation avec celui d'entrée des gaz chauds dans l'interstice entre deux tuiles.

## Systèmes ablatifs

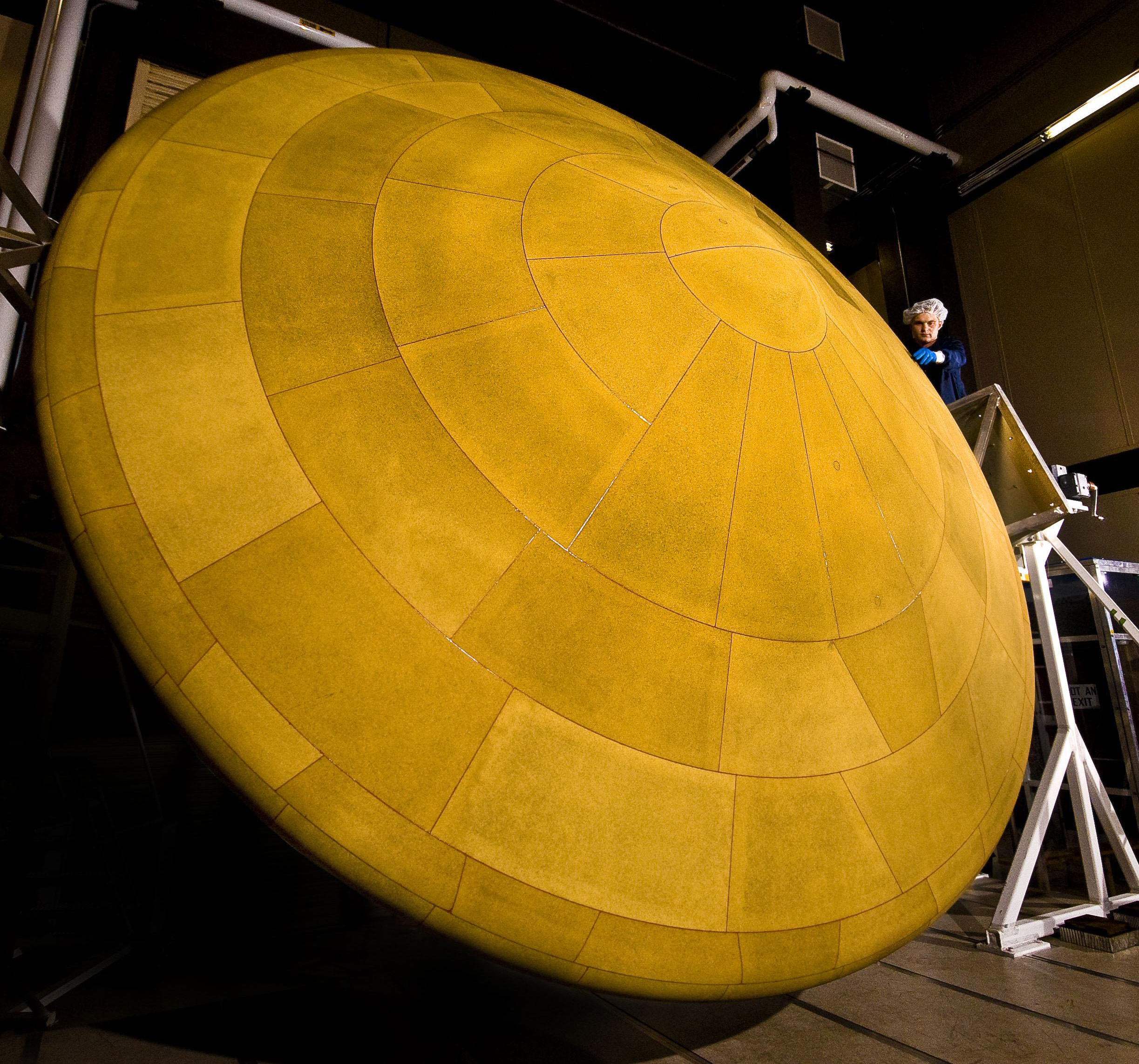
Bouclier thermique PICA de la sonde Mars Science Laboratory.

Les écrans thermiques utilisés pour les sondes spatiales subissent un environnement beaucoup plus sévère que celui de la navette spatiale. Les flux de chaleur maximaux se comptent en MW/m2 : 5 pour Apollo 4, 11 pour Stardust, la rentrée terrestre la plus sévère jamais effectuée, et jusqu'à 350 pour Galileo, entré à 47 km/s dans l'atmosphère de Jupiter. Il s'agit là de flux de chaleur de référence que verrait une hypothétique paroi froide et inerte. En effet, la valeur réelle dépend du matériau, par l'intermédiaire de la température pariétale et du phénomène d'injection des gaz issus de la décomposition physique ou chimique, lequel s'oppose à la convection des gaz chauds dans la couche limite. Ce phénomène réduit notablement le flux de chaleur, mais aussi le transfert des gaz vers la paroi, en particulier celui de l'oxygène lorsque celui-ci est présent. On lui donne parfois le nom de blocage.

### Matériaux
Divers matériaux ont été conçus pour faire face à un environnement plus ou moins sévère. Ces matériaux composites sont le plus souvent fabriqués à partir de fibres de silice ou de carbone. Elles sont utilisées directement sous forme de feutre ou assemblées en mèches (ou fils) et tissées. Leur structuration est faite par dépôt ou infiltration, le plus souvent d'une résine phénolique, époxyde ou silicone, plus rarement de carbone. Dans le passé, les concepteurs ont jugé utile d'ajouter divers additifs. On peut faire varier la composition d'un matériau qui constitue donc une famille plutôt qu'un matériau unique. Pour cette raison, leur dénomination est généralement suivie d'un numéro indiquant la variante utilisée. Il existe aussi une famille de matériaux reposant sur l'utilisation du liège imprégné par une résine silicone.
Principaux matériaux utilisés par les missions spatiales américaines et japonaises :
- Tape Wrapped Carbon Phenolic FM5055, de masse volumique 1 450 kg/m3 et de porosité quasi nulle, formé de tissus carbone drapés et d'une résine phénolique, utilisé sur les sondes Pioneer et la sonde atmosphérique Galileo (pénétration dans l'atmosphère de Jupiter). Un matériau analogue a été utilisé pour la capsule de retour d'échantillon  Hayabusa ;
- Avcoat5026-39G, de masse volumique 530 kg/m3 et de porosité 25 %, matériau utilisé pour le module de commande d'Apollo (retour sur Terre) déposé sur un support nid d'abeilles en fibre de silice et résine phénolique. C'est un matériau constitué de fibres courtes de silice et d'une résine époxyde avec divers additifs (fibres de silice broyées, microballons de résine phénolique) ;
- Super Lightweight Ablator SLA561V, de masse volumique 260 kg/m3, à base de liège, utilisé sur Viking, Pathfinder, Mars Exploration Rover, Phoenix (dans tous cas, descente dans l'atmosphère martienne). Ce matériau est déposé sur un substrat nid d'abeilles ;
- Phenolic Impregnated Carbon Ablator PICA15[5], de masse volumique 250 kg/m3 (15 lbm/ft3), un matériau non-tissé formé de fibres courtes de carbone et d'une résine phénolique, utilisé sur la capsule de retour d'échantillon Stardust, la sonde Mars Science Laboratory (descente dans l'atmosphère de Mars) et envisagé pour Orion (retour sur Terre après une mission lunaire). Une variante a été développée pour le Boeing CST-100 Starliner (Boeing Rigid Insulation-18).

Les matériaux légers possèdent une très forte porosité. Par exemple, le PICA a une porosité de 80 %. Dans tous les cas, la décomposition thermique des résines en crée ou augmente cette porosité.
Les efforts visant à créer des matériaux légers s'expliquent par la masse relativement importante de l'écran thermique, qui représente 15 % de l'engin pour Apollo, et le quart de Galileo.

### Réponse des matériaux à leur environnement

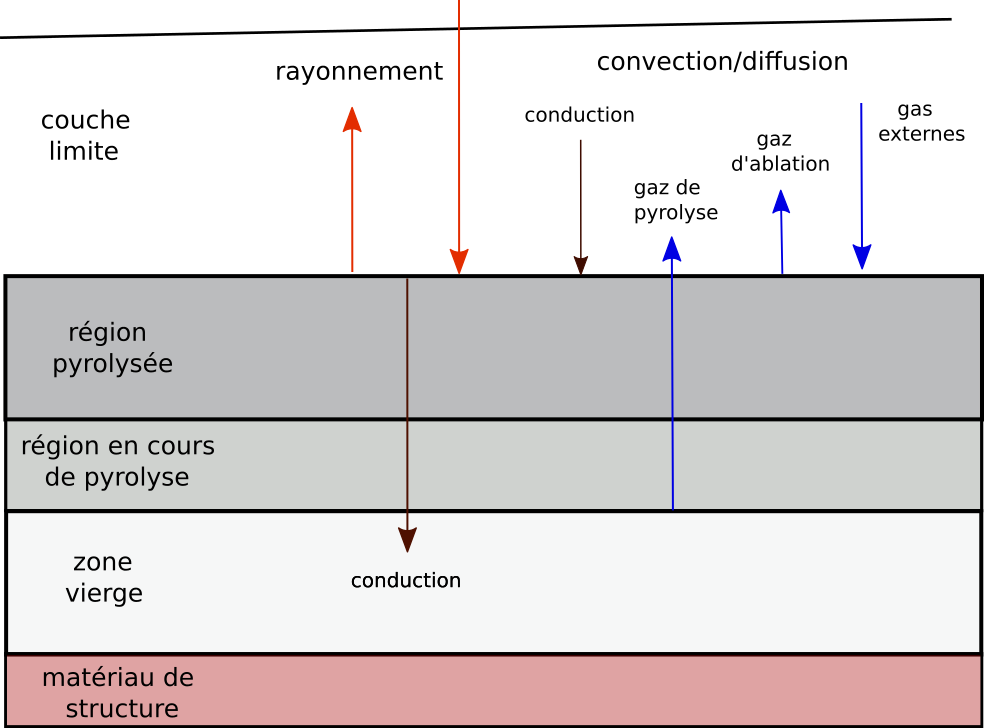
Schéma d'ablation de matériau.

Lors de la rentrée atmosphérique, l'objet, habité ou non, est soumis à un environnement sévère en matière d'accélération, de flux de chaleur et chimique. En effet, la surface est portée à une température de 2 000 à 4 000 K. À ces températures, les espèces chimiques présentes ont un fort pouvoir oxydant, qu'il s'agisse de l'oxygène de l'atmosphère terrestre ou du gaz carbonique présent sur Mars ou Vénus — la forme stable de ce gaz à haute température étant le monoxyde CO, il libère de l'oxygène disponible pour se lier au matériau dont est constituée la surface du véhicule.
Quel que soit le dispositif, l'isolation thermique dans l'épaisseur du bouclier est importante. On trouve deux grandes classes de solutions. Dans la première, cette fonction est réalisée par un isolant placé sous le matériau de surface. Cette technique a été rarement utilisée : Genesis en est un exemple. Dans la seconde, c'est le matériau de surface qui possède les qualités requises, en tous cas des qualités suffisantes pour éviter tous les problèmes technologiques liés à l'interface de deux matériaux superposés.
La protection thermique utilisée pour ce type d'application réagit par les mécanismes suivants, :
- rayonnement de la surface : représente 60 à 80 % de l'énergie dissipée ;
- réactions physico-chimiques de surface (ablation) et éventuellement volumiques (pyrolyse de la résine) : 15 à 50 % ;
- conduction thermique dans le matériau : 10 à 20 %.

Cette partition est contenue dans l'équation de bilan énergétique dans un repère géométrique lié à la paroi
où {\displaystyle q} est le flux de chaleur convectif dépendant de la température de paroi {\displaystyle \textstyle T_{p}} et du débit massique surfacique d'ablation {\displaystyle \textstyle {\dot {m}}}, terme contenant tout le détail des réactions physico-chimiques et donc lui-même dépendant de {\displaystyle \textstyle T_{p}} ainsi que d'autres paramètres. Il est relié à la vitesse d'ablation {\displaystyle \textstyle v_{a}} par {\displaystyle \textstyle {\dot {m}}=\rho v_{a}}. La masse volumique du matériau {\displaystyle \textstyle \rho } n'apparaît pas directement : deux matériaux de mêmes propriétés mais de masses volumiques différentes s'ablatent avec le même débit massique. {\displaystyle q_{R}} est le flux radiatif (éventuel). {\displaystyle \textstyle h_{p}} est l'enthalpie du gaz, {\displaystyle \textstyle h_{s}} celle du matériau et {\displaystyle \textstyle q_{cond}} le flux de conduction dans le matériau. Cette équation dit simplement que l'énergie incidente (termes de gauche dans l'équation) est utilisée pour transformer le solide en gaz à la température de la paroi, l'excédent étant transféré vers l'intérieur du matériau par conduction. Elle fixe le « point d'équilibre » du système que représente {\displaystyle \textstyle T_{p}}. En pratique, la température atteint de 2 000 à 4 000 K, la valeur étant donc fixée par le couple matériau-flux de chaleur de référence.
Une particularité de l'ablation est l'existence d'un état stationnaire : toutes les quantités sont invariantes dans un repère géométrique lié à la paroi. Cette hypothèse constitue une bonne approximation du phénomène. Dès lors, si on effectue un simple bilan entre la surface et la partie froide, on peut donner le flux de conduction :
où {\displaystyle \textstyle T_{0}<<T_{p}} est la température de la partie froide du matériau. Le flux de conduction a servi à faire passer la température du matériau de {\displaystyle \textstyle T_{0}} à {\displaystyle \textstyle T_{p}} avec le débit {\displaystyle \textstyle {\dot {m}}}.
Ce flux de conduction {\displaystyle \textstyle q_{cond}=-\lambda grad(T)} conditionne le gradient de température et donc les contraintes mécaniques dans le matériau. Celles-ci sont à l'origine de possibles dégradations de celui-ci en fonctionnement. D'où le premier critère général : le flux maximal conditionne l'utilisation d'un matériau donné. Un exemple est le SLA561V qui se délite à partir de 3 MW m−2 ce qui en fait un bon matériau pour une sonde martienne mais le rend inutilisable pour une rentrée terrestre.
Si on reporte cette équation dans la précédente, il vient :
Pour un matériau donné la plage de température de fonctionnement est relativement faible et le débit massique d'ablation est donc approximativement proportionnel au flux de chaleur incident. L'épaisseur totale ablatée en un point sera donc en gros proportionnelle à la quantité surfacique de chaleur reçue en ce point. Ceci constitue un second critère général dans le domaine.

#### Ablation

Simulation numérique de l'ablation d'un matériau de type PICA. Échelles de la boite : quelques centaines de microns.

L'ablation désigne les réactions physico-chimiques subies par le matériau en surface ou dans une région proche de celle-ci atteinte par les gaz provenant de la couche limite. Les réactions chimiques se font essentiellement avec l'oxygène présent. Ces réactions sont exothermiques et donc très défavorables dans le bilan d'énergie. Étant très rapides à haute température, elles consomment tout l'oxygène disponible : c'est la diffusion de celui-ci dans la couche limite qui constitue le mécanisme limitant. D'autres réactions, avec l'azote par exemple, sont beaucoup moins importantes sauf par certaines espèces créées pouvant jouer un rôle sur le rayonnement.
Les matériaux subissent également des transformations physiques, par exemple la sublimation dans le cas du carbone. Ce phénomène est très endothermique mais n'intervient que dans les cas les plus sévères. Certains matériaux comme la silice forment une phase liquide qui joue un rôle protecteur en surface.
Dans le bilan d'énergie, l'ablation ne constitue donc un poste important que dans les cas les plus sévères.
Les matériaux utilisés étant composites les divers constituants s'ablatent avec une vitesse différente, ce qui crée une surface complexe qui modifie les échanges de masse et de  chaleur. Même sur un matériau homogène les instabilités de l'écoulement peuvent créer des motifs géométrique de type gouge qui ont eux aussi un impact sur les échanges pariétaux.

#### Pyrolyse
De nombreux matériaux contiennent une ou plusieurs résines qui se décomposent sous l'effet de la chaleur. Ce phénomène de pyrolyse est endothermique. Au cours de cette décomposition, une partie est transformée en carbone, environ 50 % dans le cas d'une résine phénolique. L'autre partie se transforme en gaz qui migrent vers la surface où ils participent au phénomène de blocage. Ce phénomène ne modifie pas qualitativement les mécanismes globaux décrits ci-dessus mais alourdit considérablement le problème du fait des nombreuses espèces chimiques créées et injectées dans la couche limite.

#### Conduction dans le matériau
Le transfert thermique à l'intérieur du matériau se fait par conduction dans la phase solide mais également par rayonnement interne dans les matériaux à forte porosité. Or, celle-ci atteint 90 % après pyrolyse dans le PICA. Pour un tel milieu, le transfert radiatif interne devient prépondérant à partir de 2 000 K. La conductivité passe ainsi de 0,2 W/m/K à température ambiante à une valeur apparente de 4 W/m/K à 3 000 K. Malgré cette valeur élevée, ce matériau est utilisable sans isolation supplémentaire.